# Institut des hautes études des communications sociales
L'Institut des Hautes Études des Communications sociales - École de Journalisme de Bruxelles (IHECS) est un établissement d'enseignement supérieur belge catholique, fondé en 1958. Il accueille 2 200 étudiants et fait partie de la Haute École Galilée du réseau libre confessionnel subventionné par la Communauté française de Belgique. 
Son campus est situé au centre-ville de Bruxelles et propose des formations en journalisme, relations publiques, publicité, animation et éducation (aux médias et permanente) et management d'événements. Depuis 2014, l'IHECS a des accords de co-diplômation avec l'UCLouvain et l'Université libre de Bruxelles. En 2024, l’IHECS a fait l’acquisition d'un nouveau bâtiment situé à Reyers, à proximité de la RTBF, pour s’y installer en septembre 2026.
Ces formations sont proposées sous forme de bachelor et de masters. Toutefois, l'activité de l'établissement ne se limite pas aux masters; il existe également des spécialisations en formation continue.
L'IHECS se caractérise par une articulation de cours théoriques et pratiques, ce qui le place comme l'une des meilleures écoles de journalisme et de communication de Belgique.
L'IHECS a signé des accords avec plus de 80 institutions partenaires. Des écoles et universités du monde entier accueillent ses étudiants dans leurs programmes en échange de l'accueil de leurs étudiants.

## Histoire

### Débuts à Saint-Luc Tournai
C’est en 1958 que Maxime-André Rossion, Frère des Écoles Chrétiennes, imagine avant tout le monde, au sein de l’Institut Saint-Luc de Tournai, à Ramegnies-Chin, une école qui enseignerait l’usage des médias comme ailleurs on enseigne celui de la plume ou du stylo. À cette époque, il n’y a aucune école de ce type en Belgique. L’Institut national supérieur des arts du spectacle et des techniques de diffusion (INSAS) et l’Institut des arts de diffusion (IAD) naîtront quelques années plus tard.
Ce qui naît alors à Tournai se nomme officiellement « école temporaire d’assistants à l’information » qui deviendra plus tard l’Institut des Hautes Études en Communication Sociale (IHECS).
En 1965, un arrêté royal place les trois jeunes écoles, INSAS, IAD et IHECS au troisième degré de l’enseignement supérieur. L’INSAS est alors l’école du réseau officiel alors que dans le réseau libre, l’IAD située alors avenue de Tervueren à Bruxelles s’occupera essentiellement de la fiction et l’IHECS à Tournai prend en charge la dimension du « réel » dans la communication, toutes deux soutenues par l'université catholique de Louvain. C’est l’optique « communications sociales » qui s’impose dans les programmes de l’IHECS.
C’est à cette époque que le Frère Maxime-André Rossion prend contact avec M. Léon Velge, un industriel de la région de Courtrai et de la Société Bekaert et lui propose la présidence du Pouvoir Organisateur de la jeune école. Monsieur Velge acceptera ce poste qu’il servira pendant près d’un quart de siècle, jusqu’à la création des Hautes Écoles en 1996. Sous sa présidence, l’institut investira dans de nouveaux bâtiments près de Saint-Luc Tournai mais surtout dans du matériel média performant et professionnel. De nouveaux enseignants sont engagés et la plupart sont en fonction accessoire. Ce sont des professionnels reconnus qui acceptent de partager leurs savoirs et leurs compétences avec de jeunes étudiants.

### FUCaM Mons
En 1977, l’école a déjà acquis une certaine notoriété et les responsables de l’institut estiment nécessaire le déménagement vers une région plus centrale. Malgré les regrets des Tournaisiens de la première heure et des autorités communales, l’IHECS accepte la proposition des Facultés universitaires catholiques de Mons (aujourd'hui l'UCLouvain FUCaM Mons) d’occuper des locaux sur leur campus. Ce sera fait en 1983. À Tournai demeure cependant le reste de l'Institut Saint-Luc, dont la Faculté d'architecture de l'UCLouvain.

### Bruxelles
Les FUCaM abandonnent leurs bâtiments sur la Grand-Place de Mons et le nouveau directeur de l'IHECS, Monsieur Freddy Laurent entame des négociations pour déménager l'école à Bruxelles. Elle s'implante finalement à la rue de l’Étuve, dans le cœur de Bruxelles, en 1990. S'ensuit un long travail de revalorisation du diplôme. Des négociations ont d’abord lieu avec l’INSAS et l’IAD mais ces derniers, par crainte de voir diminuer leur encadrement, renoncent à s’associer aux revendications de l’IHECS qui finira par obtenir seul, par un Décret du 19 juillet 1993, le classement de ses formations dans l’enseignement supérieur de type long de niveau universitaire.

### Intégration à une haute école et projets d'absorption

#### Intégration à la Haute École Galilée
À peine trois années plus tard, l’IHECS, comme toutes les autres institutions d’enseignement supérieur en Communauté française, doit faire face à un nouveau défi : la création des Hautes Écoles. Sans plaisir et sans crainte, attaché à son indépendance et à l’originalité de son projet pédagogique, l’IHECS, tout en gardant son nom, s’est alors associé à trois autres institutions pour former la Haute École Galilée. 
Freddy Laurent prendra la présidence de la nouvelle haute école et le conseil d'administration confiera les destinées de l'IHECS à John Van Tiggelen et Jean-François Raskin.  
Le nouveau décret créant les hautes écoles interdit les concours d’entrée, ce que pratiquait l’institut jusqu’alors pour des raisons pédagogiques évidentes : enseignement quasi individualisé, usage de matériels médiatiques sophistiqués… Cette interdiction va provoquer un double phénomène : un afflux d’étudiants et une refonte totale des processus pédagogiques. Avec une double conséquence : premièrement l’acquisition ou la construction de nouveaux auditoires à la rue des Grands Carmes en 1998 et à la rue du Poinçon en 2007, et deuxièmement l’agrandissement des studios et laboratoires médiatiques avec l’engagement du personnel enseignant et technique nécessaire.
En 2004, le processus de Bologne modifie de nouveau radicalement le paysage de l’enseignement supérieur en Communauté française. Le changement le plus important et le plus visible pour les étudiants sera le passage de la formation à cinq ans. Il faut revoir l’ensemble des programmes.  Un travail de longue haleine sera entrepris par les divers responsables et l’ensemble du corps professoral. Il faudra près d’une année et de nombreux réajustements pour réaliser une nouvelle offre de programmes aux jeunes générations d’étudiants. Fidèle aux ambitions des pionniers, l’IHECS, à travers son histoire et les nombreuses modifications législatives et décrétales, a toujours gardé ce qui fait encore aujourd’hui son succès : une solide formation générale de très haut niveau et une réelle volonté de « coller » la formation pratique à la réalité professionnelle.  Cela se traduit notamment par l’engagement dans le corps professoral de professionnels reconnus et qualifiés et par les moyens importants investis chaque année dans du matériel médiatique et informatique performant et de pointe sur le plan technologique. 
En 2009, l'institut a ouvert un centre consacré à la formation continue dans les domaines du journalisme, de la communication et des médias : IHECS Academy.

#### Projet de fusion avec l'université libre de Bruxelles
En décembre 2018, malgré l'opposition des étudiants,, le gouvernement de la Fédération Wallonie-Bruxelles approuve l'avant-projet de décret actant l'intégration de l'IHECS au sein de l'université libre de Bruxelles (ULB), en compensation à la fusion entre l'université Saint-Louis - Bruxelles et l'université catholique de Louvain (UCL), aboutissant à l'UCLouvain. En janvier 2019, l'IHECS annonce ne plus souhaiter intégrer l'ULB, par manque d'appréciation du système organisationnel de l'université libre de Bruxelles. La nouvelle Ministre de l'enseignement supérieur Valérie Glatigny abandonne ainsi en janvier 2020 le projet de fusion simultanée IHECS-ULB et UCL-Saint-Louis. 

### Identité visuelle (logo)

Logo précédent.
Logo jusqu'en 2013.
Logo à partir de février 2013.

## Les cours
Chaque année d'étude à l'IHECS articule, dans des proportions variables et adaptées : 
- des cours généraux ;
- des cours de langues étrangères, d'expressions et de communication orale et écrite ;
- des cours de médias ;
- des cours spécifiques, tantôt obligatoires, tantôt optionnels, sur des matières spéciales de communication.

Les cours généraux (philosophie; psychologie; sociologie; histoire; économie; droit; formes littéraires, formes plastiques et musicales; linguistique…), c'est évidemment la base intellectuelle et universitaire de la formation, qui fait la part large aux sciences humaines, en s'avisant du rôle important que les "littéraires" - et plus largement les humanistes - ont à jouer dans la société de demain. Mais cette base devient très vite spécifique. On y donne d'emblée la problématique intellectuelle la plus actuelle et son contexte, les diverses voies de solution, avec les avantages et les inconvénients de chacune, et toujours des applications suffisamment concrètes pour qu'on sente le charme du réel, et assez générales pour qu'on en mesure l'universalité. 
C'est dans cette optique que l'étudiant entamera, dès la première année de master, son mémoire de fin d'études (dit "mémoire théorique"). Il s'agit d'un travail individuel écrit, par lequel il pose et résout, au moins partiellement, un problème actuel de communication sociale appliquée. 
Les cours d'expressions et de communication écrite ou orale constituent un entraînement soutenu à manier la plume et le verbe, en français, en anglais, en néerlandais ou en allemand. Ces aptitudes, pourtant traditionnelles dans nos cultures, sont, dit-on, en souffrance un peu partout aujourd'hui et font dès lors l'objet d'une attention particulière. 
Ensuite, les cours de média, c'est-à-dire les moyens d'expression autres que la parole et l'écriture. Même si la formation n'envisage pas a priori de faire de l'étudiant un technicien de l'image et du son, celui-ci connaît néanmoins le langage de ces média et en maîtrise personnellement l'utilisation. 
La première année constitue une phase d'initiation à ces langages, axée principalement sur l'analyse de documents médiatiques professionnels et l'utilisation des concepts propres à chacun d'eux. Cette première approche à caractère plutôt théorique, se double, en deuxième baccalauréat, d'un apprentissage pratique à travers la réalisation de travaux, le plus souvent en groupes (exemples: réalisation multimédia, adaptation radiophonique d'une œuvre de fiction; exercice de face-caméra; micro-trottoir…) 
La connaissance des différents médias et de leurs outils permettra à l'étudiant, en fonction de la spécialisation qu'il choisit en second cycle, d'appliquer au mieux les ressources de chaque médium aux situations et besoins concrets rencontrés dans la vie professionnelle. Sa compétence s'exprimera principalement à travers le "mémoire médiatique" qui est un travail personnel présenté en dernière année et qui doit permettre à l'étudiant de faire preuve à la fois de sa maîtrise technique du média, et de sa capacité à transmettre, par ce média, un message à un public donné. 
Enfin, les cours spécifiques sont, en baccalauréat, axés sur des questions ou des problèmes actuels de communication, de société ou de culture, et en masters, sur la formation professionnelle spécifique à chaque section. La liste des cours, tantôt obligatoires, tantôt optionnels, offre à l'Ihecs la possibilité d'actualiser toujours son programme en fonction de l'évolution de la profession et des nouveaux enjeux de la communication: aujourd'hui le numérique, le multimédia, les autoroutes de l'information…

## Professeurs
- Didier Ackermans, directeur Digital et Marketing Services chez Aegis Media Belgium.
- Nicolas Baygert, docteur en Sciences de l'information et de la communication de l'Université Paris IV-Sorbonne.
- Pascal Chabot, docteur en Philosophie de l’Université libre de Bruxelles (ULB).
- Bruno Clément, rédacteur en chef du journal télévisé de la RTBF et licencié en journalisme et communication à l'Université libre de Bruxelles (ULB).
- Amandine Degand, docteure en Sciences de l'information et de la communication de l'Université catholique de Louvain (UCLouvain).
- Luc De Meyer, docteur en Communication de l'Université catholique de Louvain (UCLouvain).
- Esther Durin, docteure en Technosciences de l'information et de la communication de l'Université Paul-Valéry Montpellier 3.
- David Grunewald, directeur de l'agence JWT Belgique.
- Jean-Pierre Jacqmin, directeur de l'information et des sports de la RTBF.
- Mélanie Lalieu, ancienne directrice du Centre culturel des Riches-Claires.
- Elise Le Moing-Maas, docteure en sciences de la communication et de l'information de l'Université de Versailles.
- Frédéric Moens, docteur en sociologie de l'Université catholique de Louvain (UCLouvain).
- Nordine Nabili, journaliste et ancien directeur du Bondy Blog (Paris).
- Frank Pierobon, docteur en philosophie de l’Université libre de Bruxelles (ULB).
- Sophie Pochet, docteure en sciences de la communication et de l'information de l'Université catholique de Louvain (UCLouvain).
- Jean-François Raskin, ancien président du conseil d'administration de la RTBF, licencié en sociologie à l'Université catholique de Louvain (UCLouvain).
- Damien Van Achter, professeur à Institut d'études politiques de Paris et cofondateur de NEST'UP.
- Emmanuel Wathelet, docteur en Sciences de l'information et de la communication de l'Université catholique de Louvain (UCLouvain).
- Melchior Wathelet (fils), ex-secrétaire d'État à l'Environnement, à l'Énergie et à la Mobilité.

## Anciens professeurs
- Abel Carlier, membre du Conseil supérieur de l'éducation aux médias (CSEM) et Administrateur suppléant de la RTBF.
- André Cavens, réalisateur de cinéma et ancien professeur de vidéo.
- Louis Darms, fondateur de Test-Achats et ancien professeur de la communication par l’objet.
- Hélène Delforge[15], journaliste et autrice.
- Robert Delieu, acteur, fondateur et ancien directeur de la Maison de la poésie à Namur, ancien directeur du Théâtre royal de Namur, et ancien professeur d’expression orale.
- Paul Delmotte, journaliste[16] et ancien professeur de politique internationale.
- Vincent Engel, écrivain belge de langue française et professeur de littérature contemporaine à l'Université catholique de Louvain (UCLouvain).
- Caroline Godard[17], docteure en littérature comparée de Rutgers University.
- Jamy Gourmaud, journaliste et producteur d'émissions de télévision pour le groupe audiovisuel public français France Télévisions et diplômé de l'Institut pratique du journalisme (Université PSL).
- Michel Lecomte, ancien directeur des sports à la RTBF[18].
- Jean Quatremer, journaliste à Libération.
- Patrick Ridremont, comédien et réalisateur belge.
- Joël Saucin, docteur en communication de l’Université catholique de Louvain (UCLouvain).
- Giuseppe Pietro Torrisi, docteur en sociologie de l'Université catholique de Louvain (UCLouvain).
- Phillip-John Van Tiggelen, docteur en musicologie de l'Université catholique de Louvain (UCLouvain).
- Patrick Verniers, directeur du service d'appui du Conseil supérieur de l'éducation aux médias (CSEM) à la Fédération Wallonie-Bruxelles et ancien Président du CSEM.

## Anciens étudiants
- Sylvie Farr, co-créatrice de l’agence de talent « Représente » et manageuse d’Angèle et de Clara Luciani.
- Sophie Wilmès, ministre du budget des gouvernements Michel I et II[19] , puis première Première ministre de Belgique[20], avant de prendre les Affaires étrangères sous le gouvernement De Croo[21].
- Georges Gilkinet, ministre de la Mobilité du gouvernement De Croo et ex-député.
- Francis Van de Woestyne, éditorialiste en chef à La Libre Belgique.
- Johan Lolos, photographe de voyage belge, aussi connu sur les réseaux sociaux comme lebackpacker.
- Michaël Miraglia, journaliste à RTL TVI, présentateur de « De quoi je me mêle »[22].
- Véronique Barbier (née Véronique Mouligneau), journaliste belge qui présente actuellement en semaine le journal de 13h sur la RTBF.
- Michel De Maegd, présentateur du JT de 19h (RTL TVI).
- Benjamin Deceuninck, journaliste sportif à la RTBF, présentateur de Studio Foot.
- David Maréchal, ex-porte-parole de Didier Reynders, Ministre fédéral des Affaires étrangères, du Commerce extérieur et des Affaires européennes.
- Didier Ackermans, directeur Digital et Marketing Services chez Aegis Media Belgium.
- Ben Heine, artiste international
- Jacques Mercier, animateur radio et TV
- Jonathan Bradfer, journaliste à la RTBF, présentateur du 15 minutes[23]
- Michel Lecomte, ancien directeur des sports à la RTBF[18].
- Jean-Marc Collienne , journaliste et présentateur vedette des JT sur l'île de La Réunion
- Virginie Nguyen Hoang, Photographe et Photographe de guerre Prix Bayeux-Calvados des correspondants de guerre dans la catégorie « Jeune Reporter » aux côtés de Dastane Altair[24]
- Salvatore Adamo, chanteur[25]
- Loup Bureau, journaliste français.
- Pascal Bustamante, journaliste à la RTBF.
- Katy Léna N'diaye, journaliste et réalisatrice de films documentaires
- Pablo Andres, humoriste
- Marie Warnant, chanteuse.

## Divers
En 2007, l'IHECS s'associe à neuf campus universitaires pour l'organisation de la cinquième édition de Campus Plein Sud, axée autour du thème "Les migrations".
En décembre 2011, l'IHECS et le Laboratoire d'Analyse des Systèmes de Communication d'Organisation (Lasco) du département de communication de l'UCLouvain ont signé un partenariat, devenant ainsi le pôle de recherche en communication organisationnelle le plus important de Belgique. Il rassemble sous un même nom les chercheurs en relations publiques et en communication des organisations inscrits à l'École de communication (COMU) de l'UCLouvain et les chercheurs de l'IHECS. Le partenariat permet aux deux établissements de tirer parti de compétences complémentaires - l'un s'inscrivant dans un cadre de recherche appliquée, l'autre dans une approche davantage fondamentale.
Le 4 juillet 2014, l'IHECS et l'UCLouvain signent un protocole d'accord portant sur des conventions de co-diplomation de trois masters en journalisme, en éducation aux médias et en animation socioculturelle et éducation permanente,.
Le 30 janvier 2014, l'IHECS et la HEEC (école des Hautes Études Economiques et Commerciales) de Marrakech signent une convention de partenariat pour la création d’un nouveau Master Exécutif en Communication d’entreprise.
Le 12 novembre 2015, lHECS et l'ISIC (Institut supérieur de l'information et de la communication) signent une convention de coopération. Elle prévoit en outre la participation des étudiants de l'ISIC et de l'IHECS autour d'un projet commun, la visite d'enseignants et l'échange de pratiques, ainsi que la recherche dans le domaine de la sociologie du journalisme et des médias.
En 2016-17, l’IHECS a remporté deux projets : l’un en Russie, avec la Lomonosov Moscow State University ; l’autre, avec la Moldova State University. L’IHECS développe des partenariats avec des institutions dans le cadre des projets « International Credit Mobility ». Ils sont financés par la Commission Européenne dont l’objectif est d’accueillir et envoyer des professeurs et étudiants en échange dans l’institution partenaire. 